# داجمار كولر
داجمار كولر (بالألمانية: Dagmar Koller)‏ هي مغنية وممثلة نمساوية، ولدت في 26 أغسطس 1939 بكلاغنفورت في النمسا. من الجوائز التي نالتها وسام الشرف للخدمات المقدمة إلى جمهورية النمسا.

## أعمال

### أفلام
- (1993) لاست أكشن هيرو[3][4][5]

## جوائز
- وسام الشرف للخدمات المقدمة إلى جمهورية النمسا

## وصلات خارجية
- داجمار كولر على موقع IMDb (الإنجليزية)
- داجمار كولر على موقع مونزينجر (الألمانية)
- داجمار كولر على موقع ميوزك برينز (الإنجليزية)
- داجمار كولر على موقع أول موفي (الإنجليزية)
- داجمار كولر على موقع قاعدة بيانات برودواي على الإنترنت (الإنجليزية)
- داجمار كولر على موقع ديسكوغز (الإنجليزية)
- داجمار كولر على موقع قاعدة بيانات الفيلم (الإنجليزية)
- داجمار كولر على موقع كينوبويسك (الروسية)